# Ermolao Rubieri
Ermolao Rubieri (Prato, 21 febbraio 1818 – Firenze, 23 ottobre 1879) è stato un politico, scrittore, poeta e patriota italiano.

## Biografia
Di origini provenzali, la sua famiglia immigrò in Toscana agli inizi del Settecento. Ermolao Rubieri frequentò le scuole primarie a Prato, sua città nativa, e quelle secondarie a Lucca, dimostrando peraltro un'indole ribelle.. Nel 1840 si trasferì a Firenze, dove scrisse una serie di drammi storici, la cui pubblicazione incontrò gravi difficoltà per motivi di censura. Alcune di queste opere, come Eleonora di Toledo e Bianca Cappello, rimasero inedite per il predetto motivo. Inedito rimase altresì un suo diario relativo a un viaggio compiuto nel 1847 in varie città dell'Italia centro-meridionale.
Partecipò ai moti risorgimentali e fu volontario nella prima guerra d'indipendenza (1848-49). Nel 1859 prese parte ai tumulti che costrinsero il granduca Leopoldo II ad abbandonare Firenze.
La sua attiva partecipazione alla vita culturale fiorentina è testimoniata, tra l'altro, dai suoi cospicui studi di poesia popolare italiana presso l'«Archivio storico italiano» del Gabinetto Vieusseux. Notevoli anche i suoi contributi alla «Rivista di Firenze» di Atto Vannucci, nonché la collaborazione all'Accademia dei Georgofili con studi specialistici.
Nella Storia intima della Toscana (1861) narrò, con dovizia di particolari, gli eventi ai quali egli stesso aveva preso parte, dal 1º gennaio 1859 al 30 aprile 1860.
Deputato del Regno di Sardegna, dopo l'unificazione fu deputato del costituito Parlamento del Regno d'Italia (VIII e IX legislatura), da cui si ritirò pochi anni prima di morire.

Oltre ad alcune tragedie e drammi storici, scrisse una Storia della poesia popolare italiana, ampia opera pubblicata a Firenze nel 1877, riproposta nel 1966 in ristampa anastatica a cura di Vittorio Santoli ed ancora apprezzata.
Benedetto Croce lo citò nel suo saggio Poesia popolare e poesia d’arte.

## Opere
- Il Cid, tragedia, Firenze, Tipografia Mariani, 1844.
- Torquato Tasso, dramma storico, Prato, R. Guasti, 1844.
- Francesco Valori, dramma storico, corredato di annotazioni e preceduto da un discorso sulla poesia drammatica italiana, Firenze, Le Monnier, 1848.
- Alessandro terzo, dramma, Firenze, Le Monnier, 1849.
- Il ritratto di fra Girolamo Savonarola dipinto da Baccio della Porta. Ricordi storici, estratto da Le arti del disegno, Firenze, Mariani, 1855.
- Apologia di Giovanni da Procida, ricerche storico-critiche, Firenze, Tip. Barbera-Bianchi, 1856.
- La pieve di S. Stefano dal 14 febbraio 1855 al marzo 1856. Cenni storici, Firenze, estratti dal Giornale Lo spettatore, Tip. Federigo Bencini, 1856.
- Nuovi saggi drammatici con ragguagli storici, Firenze, Barbera, Bianchi e C., 1856.
- Storia intima della Toscana dal 1º gennaio 1859 al 30 aprile 1860, Prato, Alberghetti, 1861.
- Sulla proprietà intellettuale. Discorsi del cav. E. Rubieri, Firenze, M. Cellini e C., 1863.
- Sulle condizioni agrarie economiche e sociali della Sicilia e della Maremma Pisana ..., Firenze, M. Cellini, 1868.
- Storia della poesia popolare italiana, Firenze, G. Barbèra, 1877. (Nuova edizione: ristampa anastatica con Presentazione di Vittorio Santoli, Milano, Edizioni del Gallo, 1966. ISBN 9781143932816).
- D'Italia in California, racconto, 2 voll., Firenze, Stab. di G. Civelli, 1878.
- Francesco primo Sforza, narrazione storica, 2 voll., Firenze, Successori Le Monnier, 1879.